# Pleurospermum apiolens
Pleurospermum apiolens är en flockblommig växtart som beskrevs av Charles Baron Clarke. Pleurospermum apiolens ingår i släktet piplokor, och familjen flockblommiga växter. Inga underarter finns listade i Catalogue of Life.